# Monkey bread
Le monkey bread (brioche à partager, aussi appelée monkey puzzle bread, sticky bread ou Hungarian coffee cake) est une pâtisserie molle, sucrée et collante servie aux États-Unis pour le petit déjeuner ou comme friandise. Elle se compose de pâtons assemblés cuits au four saupoudrés de cannelle. Il est souvent vendu dans les foires et les festivals.

## Nom
L'origine du terme monkey bread vient du fait que la pâtisserie se mange avec les doigts, le consommateur prendrait la brioche en main comme le ferait un singe.

## Origines
Aux États-Unis, la pâtisserie couramment vendue sous le nom de monkey bread est en fait le dessert hongrois arany galuska (chausson d'or). Selon la littérature hongroise, les immigrés hongrois ont apporté ce plat dans les années 1880 lorsqu'ils ont émigré en Amérique. Il a commencé à faire partie des pâtisseries couramment vendues lorsque les boulangeries hongroises l'ont commercialisé au milieu du XXe siècle. [réf. nécessaire]
En 1972, un livre de recettes publié par Betty Crocker incluait une recette d'arany galuska, qui faisait référence au hungarian coffee cake. En devenant populaire en Amérique, le arany galuska a été assimilé au monkey bread dans lequel les boulettes de pâte ne sont pas trempées dans de la cannelle et du sucre, mais uniquement dans du beurre. Le monkey bread est devenu le nom commun pour ce dessert juif hongrois.
Les recettes de monkey bread sont apparues dans des magazines féminins américains et les livres de cuisine de tous les jours dans les années 1950, mais la pâtisserie reste peu connue en dehors des États-Unis[réf. nécessaire].

## Préparation
Le pain est fait avec de petits pâtons composés d'un mélange de farine et de levure sucrée (souvent congelés), cuits dans un moule à gâteau à forte chaleur après avoir été recouverts de beurre fondu, de cannelle, de sucre et de noix de pécan hachées. Il est traditionnellement servi chaud pour que les pâtons cuits puissent être déchirés et mangés facilement avec les doigts.